# Pīleh Gar
Pīleh Gar (persiska: پيلِهگاه, پیلگ, Pīlehgāh, Pīlag, پیله گر, پيلگاه) är en ort i Iran.   Den ligger i provinsen Lorestan, i den västra delen av landet, 400 km sydväst om huvudstaden Teheran. Pīleh Gar ligger 1 164 meter över havet och antalet invånare är 147.
Terrängen runt Pīleh Gar är bergig västerut, men österut är den kuperad.Runt Pīleh Gar är det ganska tätbefolkat, med 72 invånare per kvadratkilometer. Närmaste större samhälle är Pīrjad, 18,6 km nordväst om Pīleh Gar. Trakten runt Pīleh Gar består i huvudsak av gräsmarker.